# جائحة فيروس كورونا في الجزر العذراء البريطانية
توثق هذه المقالة آثار جائحة فيروس كورونا 2019-2020 في إقليم جزر العذراء البريطانية البريطاني فيما وراء البحار، وقد لا تشمل جميع الاستجابات والإجراءات الرئيسية حتى الآن.

## خلفية
في 12 يناير، أكدت منظمة الصحة العالمية (WHO) أن فيروس تاجي جديد كان سببًا لمرض تنفسي لمجموعة من الأشخاص في مدينة ووهان، مقاطعة خوبي، الصين، والذين كانوا قد لفتوا انتباه منظمة الصحة العالمية في البداية في 31 ديسمبر 2019. تم ربط هذه المجموعة في البداية بسوق هوانان للمأكولات البحرية بالجملة في مدينة ووهان. ومع ذلك، فإن بعض الحالات الأولى التي أظهرت نتائج مختبرية لا صلة لها بالسوق، فمصدر الوباء غير معروف.
على عكس السارس لعام 2003، كانت نسبة إماتة الحالات لـ كوفيد-19  أقل بكثير، لكن انتقال العدوى كان أكبر بكثير، مع إجمالي عدد القتلى. عادة ما يظهر كوفيد-19 في حوالي سبعة أيام بأعراض شبيهة بالإنفلونزا يُظهرها بعض الأشخاص حيث تتطور إلى أعراض الالتهاب الرئوي الفيروسي الذي يتطلب الدخول إلى المستشفى. اعتبارًا من 19 مارس، أصبح كوفيد-19 يُصنف على أنه «مرض معدي عالي الأثر».

## الجدول الزمني
في 25 مارس 2020، أكدت جزر العذراء البريطانية أول حالتين من كوفيد-19 . كان أحد المرضى مقيماً يبلغ من العمر 56 عاماً سافر من أوروبا في 15 مارس. كان المريض الثاني مقيمًا يبلغ من العمر 32 عامًا، وقد سافر مؤخرًا من مدينة نيويورك وتواصل مع شخص ثبتت إصابته بـ كوفيد-19 في 8 مارس.